# Comuna de Milanów
Milanów (polaco: Gmina Milanów) é uma gminy (comuna) na Polónia, na voivodia de Lublin e no condado de Parczewski. A sede do condado é a cidade de Milanów.
De acordo com os censos de 2004, a comuna tem 4171 habitantes, com uma densidade 35,8 hab/km².

## Área
Estende-se por uma área de 116,64 km², incluindo:
- área agricola: 75%
- área florestal: 18%

## Demografia
Dados de 30 de Junho 2004:
|                      | Total   | Total | Mulheres | Mulheres | Homens  | Homens |
| -------------------- | ------- | ----- | -------- | -------- | ------- | ------ |
|                      | pessoas | %     | pessoas  | %        | pessoas | %      |
| População            | 4171    | 100   | 2078     | 49,8     | 2093    | 50,2   |
| Densidade (pop./km²) | 35,8    | 100   | 17,8     | 17,8     | 17,9    | 17,9   |

De acordo com dados de 2002, o rendimento médio per capita ascendia a 1273,6 zł.

## Subdivisões
- Cichostów, Czeberaki, Kopina, Kostry, Milanów, Okalew, Radcze, Rudno, Rudzieniec, Zieleniec

## Comunas vizinhas
- Jabłoń, Komarówka Podlaska, Parczew, Siemień, Wisznice, Wohyń